# Charles Fauvel
Charles Fauvel (Angers, 31 dicembre 1904 – Genova, 10 settembre 1979) è stato un progettista e aviatore francese della prima metà del Novecento.

## Biografia
Nato il 31 dicembre 1904 ad Angers, Fauvel venne subito attratto dall'aviazione e, dopo il baccellierato in scienze e filosofia, seguì un corso di volo militare e nel 1923 entrò all'Accademia Aeronautica Francese e a Chateauroux ebbe modo di conoscere Pierre Massenet, insieme al quale fondò il Club Aéronautique Universitaire (CAU).
Nel 1928 Fauvel fece le sue prime considerazioni relative agli alianti dotati di ali lunghe e sottili, osservando che per ridurre le perdite non sarebbe stato possibile aumentare indefinitamente le proporzioni delle ali. Piuttosto, riducendo la dimensione della fusoliera e modificando l'interazione dell'impennaggio orizzontale, definì la formula degli alianti tutt'ala, per i quali nel 1929 depositò un brevetto.
Verso la fine del 1928 Fauvel terminò un piccolo motoaliante monoposto, il Peyret-Mauboussin PM-10, equipaggiato con un motore Scorpion ABC da 34 hp, il cui rendimento era circa 16 e il 4 settembre 1929 con questo velivolo superò numerosi record nella categoria fino a 400 kg: il record di velocità (139,534 km/h), il record di altitudine (5.193 m) e di durata in volo (12 ore).
Con Massenet, Alfred Augier e qualche altro amico, Fauvel fondò nel 1929 la AVIA, lasciando quindi l'aeronautica per diventare direttore sportivo dell'AVIA, rimanendo pilota capo del CAU.

Individuò e definì la realizzazione dei campi volo di Beynes (presso Parigi) e Banne d'Ordanche (in Alvernia) e, nel medesimo periodo, perfezionò il monoposto AVIA 10 A, progettato da Jarlaud sui lavori di Béchereau; infine, nel 1931 lasciò l'AVIA, che si trovava in difficoltà finanziarie, e tornò all'aeronautica militare come pilota collaudatore al centro di volo di Villacoublay, dove rimase fino al 1931.

Sempre nel 1931 partecipò alla competizione di Vauville con l'AVIA 32 E, realizzando la migliore distanza e quindi, nel 1932 ottenne alla Banne d'Ordanche il brevetto C su un AVIA 15 A.
Successivamente Fauvel iniziò il progetto della sua prima macchina: l'AV-1, seguita dall'AV-2, seguita a sua volta dal suo primo veleggiatore puro: l'AV-3, che apparve nel 1933.

Nel 1935 volò con l'AV-10, un biposto da turismo equipaggiato con un motore Pobjoy. Fauvel migliorò ulteriormente le prestazioni di questo velivolo, riuscendo nel 1937 a conquistare il record mondiale di altitudine e divenendo il primo "tutt'ala" a ricevere il Certificato di Navigabilità. Nello stesso periodo Charles Fauvel approfondì i suoi studi sui velivoli tutt'ala, ma la realizzazione dei suoi progetti fu ritardata dall'approssimarsi della Seconda guerra mondiale.
Nel 1940 la Germania invase la Francia e Charles Fauvel venne riassegnato al Marocco quindi, tornato in Francia dopo l'armistizio, nel 1941 passò al centro Montagne Noire.
Nel maggio 1945 lavorò allo stabilimento di Castelnaudary e, nello stesso periodo, in cooperazione con la Société Aéronautique du Rhône, sviluppò l'AV-17: una evoluzione dell'AV-3, ma questo prototipo non ebbe seguito.

Solo dopo il 1951 fu costruito l'AV-36, il velivolo che ebbe il maggior successo commerciale: questo aliante fu costruito in una cinquantina di esemplari a partire da "kit" prodotti in Francia da Wassmer e assiemati dagli aero-club, e un numero circa doppio venne costruito da amatori, a partire dai piani costruttivi. Questo modello successivamente venne sostituito da un velivolo più recente: il Fauvel AV-361.
Nel 1954 Fauvel aprì una nuova impresa: la Survol, a Cannes, il cui fine era promuovere e agevolare la distribuzione dei nuovi velivoli.

Nel 1956 fu la volta del biposto AV-22 che venne costruito in sei esemplari e nel 1958 istituì la Survol Cup dedicata all'AV-36 e successivamente all'AV-22.
Nel maggio 1960 fece il primo volo col motoaliante RF-1 di René Fournier i cui successivi modelli (fra i quali l'RF-3, RF-5 ed RF-10) ebbero notevole successo.

Interessato al concetto del motoaliante, che svincolava dalla necessità del traino, nel 1960 equipaggiò il suo Fauvel AV-45 con un motore Nelson 37 hp, successivamente migliorato nella versione AV-451. Questi modelli ebbero però scarso successo e alla 18ª manifestazione di costruttori di veleggiatori, tenutasi a Montluçon nel 1965, presentò unicamente l'AV-221.

Questo modello, un perfezionamento del Fauvel AV-22, era un biposto (con posti affiancati) equipaggiato con un motore Rectimo 39 hp ma, malgrado le sue buone caratteristiche, questo modello (come pure la versione AV-222 per costruttori-amatori) non riuscì a sfondare sul mercato.
Nel 1971 Fauvel decise di terminare la produzione commerciale dei suoi veleggiatori pur continuando a distribuire i piani costruttivi a costruttori dilettanti.

Nel 1972 fu presidente del centro di Fayence e prese parte ai congressi dell'OSTIV (Organisation Scientifique et Technique du Vol à Voile) dove nel 1978 a Châteauroux presentò il suo rapporto sulla metodologia di progetto dei suoi tutt'ala.
Insignito della Croix de Guerre 40-45, Ufficiale della Legion d'Onore, Médaille d'Outre-mer (Medaglia d'Oltremare) 1926-1927, Aeronautical Medal, Grande Medaglia d'Argento dell'Aéro-club de France, Grande Medaglia d'Oro dell'FFVV, Charles Fauvel volò con più di 200 velivoli differenti e oltre 50 tipi di alianti.
Morì il 10 settembre 1979 al controllo del suo velivolo: un Gardan "Super Cab", urtando le montagne a 735 m d'altezza, a nord di Genova.
Va notato che, malgrado i ridotti mezzi tecnici e finanziari, uniti ai pregiudizi dell'epoca, fu un pioniere e uno dei più prolifici e inventivi progettisti-piloti francesi.

## Velivoli realizzati

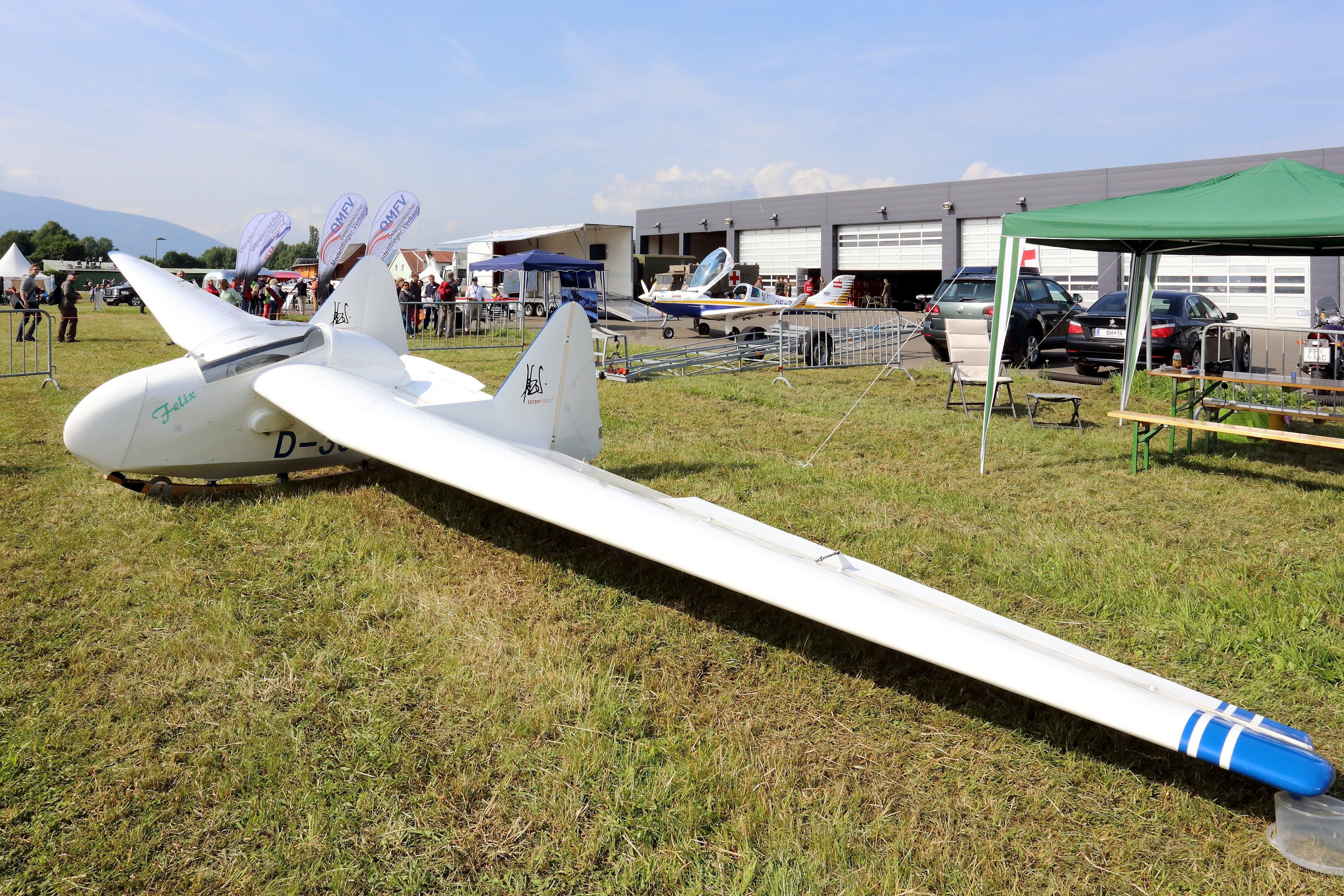
Fauvel AV-36

| alianti          | aerei a motore |
| ---------------- | -------------- |
| AV-1, AV-2, AV-3 | AV-7           |
| AV-17            | AV-10          |
| AV-36, AV-361    | AV-14          |
| AV-45, AV-451    | AV-28          |
| AV-46            | AV-29          |
| AV-48            | AV-31          |
| AV-22            | AV-42          |
| AV-221           | AV-44          |
| AV-222           | AV-60          |
|                  | AV-61          |